# Kolczyno
Kolczyno (ukr. Кольчино, ros. Кольчино, słow. Kolčino, węg. Kölcsény) – osiedle typu miejskiego w rejonie mukaczewskim obwodu zakarpackiego Ukrainy.
Znajduje tu się stacja kolejowa Kolczyno, położona na linii Lwów – Stryj – Batiowo – Czop.

## Historia
Pierwsza wzmianka o miejscowości pochodzi z 1430.
Status osiedla typu miejskiego posiada od 1971.
W 1989 liczyła 4632 mieszkańców.
W 2013 liczyła 4345 mieszkańców.